# Things Falling Apart
Things Falling Apart (znany również jako Halo 16) - remix album amerykańskiego zespołu industrialnego Nine Inch Nails, wydany 21 listopada 2000 roku przez Nothing Records. Zawiera remixy utworów z trzeciego albumu studyjnego The Fragile. Nieoficjalne CD promujące singel "Into the Void" wydane w Stanach Zjednoczonych również oznaczono jest jako Halo 16. Album został źle przyjęty przez krytyków, otrzymując min. ocenę 1.5/5 od portalu AllMusic.
Things Falling Apart oprócz remiksów zawiera również trzy nowe utwory, w tym cover Gary'ego Numana "Metal".

## Lista utworów
Wydanie CD
1. "Slipping Away" - 6:11
2. "The Great Collapse" - 4:42
3. "The Wretched" (Keith Hillebrandt Mix) - 5:52
4. "Starfuckers, Inc." (Adrian Sherwood Mix) - 5:11
5. "The Frail" (Benelli Mix) - 2:47
6. "Starfuckers, Inc." (Dave Ogilvie Mix) - 6:06
7. "Where is Everybody?" (Danny Lohner Mix) (feat. Telefon Tel Aviv) - 5:07
8. "Metal" - 7:05
9. "10 Miles High" (Keith Hillebrandt Mix) - 5:11
10. "Starfuckers, Inc." (Charlie Clouser Mix) - 5:09

Wydanie winylowe
Strona A
1. "Slipping Away" - 6:11
2. "The Great Collapse" - 4:42
3. "The Wretched" (Keith Hillebrandt Mix) - 5:52
4. "Starfuckers, Inc." (Adrian Sherwood Mix) - 5:11

Strona B
1. "The Frail" (Benelli Mix) - 2:47
2. "Starfuckers, Inc." (Dave Ogilvie Mix) - 6:06
3. "10 Miles High" (Keith Hillebrandt Mix) - 5:11
4. "Metal" - 7:05
5. "Where is Everybody?" (Danny Lohner Mix) (feat. Telefon Tel Aviv) - 5:07
6. "Starfuckers, Inc." (Charlie Clouser Mix) - 5:09